# Kraton

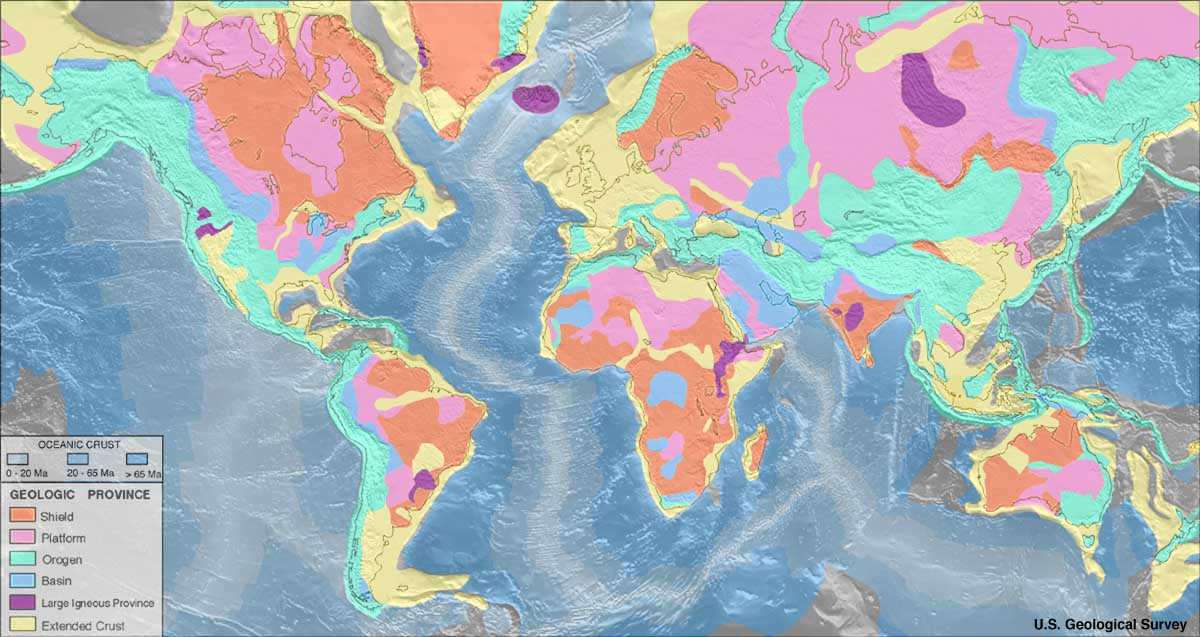
Kratony świata

Kraton (z gr. κράτος krátos – „potęga, moc”) najstarsza, utwardzona część skorupy ziemskiej, niepodlegająca już w zasadzie fragmentacji. Największe współczesne kratony to: Sinia – platforma chińska, Angoria – platforma syberyjska, kraton wschodnioeuropejski; kratony Kongo, Kalahari i saharyjski, a w Ameryce m.in.: kraton północnoamerykański i amazoński. Kratony budują, obok pasów fałdowych, znaczną część powierzchni kontynentów.

## Opis
Kraton jest to rozległy fragment skorupy ziemskiej charakteryzujący się dużą stabilnością.
Kraton składa się z fundamentu (cokołu) i pokrywy. Fundament zbudowany jest ze starszych skał, silnie zafałdowanych, zaś pokrywa ze skał młodszych – osadowych i wulkanicznych, prawie niezafałdowanych. Bardzo stare fundamenty składają się ze skał metamorficznych i głębinowych i dlatego nazywane są fundamentami krystalicznymi.

## Akrecja kontynentalna
Współczesne rozumienie powstawania kratonów opiera się na wykształconej w latach 60. i 70. koncepcji tzw. akrecji kontynentów. Zgodnie z tą ideą skorupa kontynentalna – lżejsza od skorupy oceanicznej – jest stopniowo nabudowywana wokół istniejących, sztywnych jąder kontynentalnych od momentu zainicjowania tektoniki płyt. Przypuszczalnie w okresie archaicznym wykształciły się pierwsze tego typu zalążki dla procesu akrecji, wokół których stopniowo gromadziły się masy skalne. Najstarsze znane skały kontynentalne należą do tzw. asocjacji granitowo-gnejsowej, których genezę upatruje się w przeobrażeniu pierwotnych plutonicznych skał magmowych. Procesy prowadzące do gromadzenia się skał kratonicznych są różnorakie.
- 1. Masy skalne mogą zostać przyklejone do istniejącego kontynentu, gdy w procesie subdukcji część materiału zostanie odkłuta (czyli odszczepiona) z płyty subdukowanej i zgromadzi się na krawędzi płyty górnej jako pryzma akrecyjna.
- 2. Powstawanie górotworów w myśl teorii geosynklin również prowadzi do nasunięcia grubej warstwy osadów oceanicznych powyżej poziomu morza, co prowadzi do zwiększenia powierzchni kontynentu.
- 3. Litosfera kontynentalna wreszcie może być uzupełniania od spodu (tzw. podklejanie litosfery) przez skały wytrącające się z astenosfery.

O ile ten ostatni proces przyczynia się głównie do narastania korzeni płyt litosferycznych, pozostałe powodują agregację rozległych, powierzchniowych bloków skorupy – terranów, które po złączeniu oddziela od siebie tylko wąska strefa szwów kolizyjnych. Z takich właśnie heterogenicznych bloków skalnych zbudowane są kratony.

## Kratonizacja

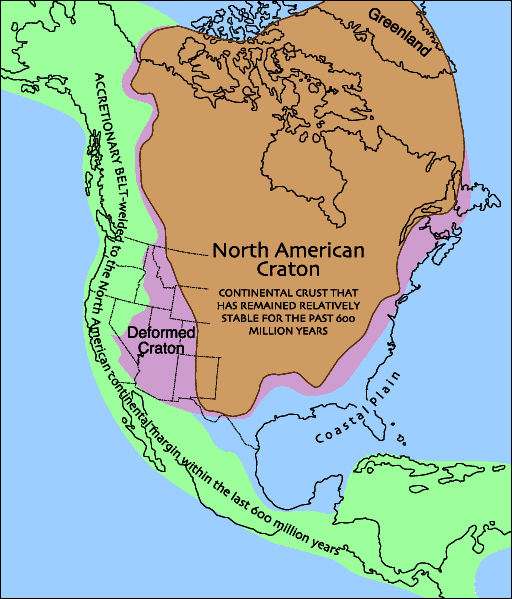
Kraton Ameryki Północnej

Te i inne procesy doprowadziły do czasu proterozoiku do zgromadzenia się masy cokołów krystalicznych, które – jeśli nie zostały włączone w gwałtowne procesy tektoniczne – miały czas stwardnieć i się usztywnić. Proces konsolidowania się skał cokołu, stopniowego przykrywania ich pokrywą osadową oraz unieruchamiania istniejących uskoków i rozłamów określa się mianem kratonizacji. Efektem kratonizacji jest zwiększenie się sztywności określonej masy litosfery kontynentalnego do stopnia, który częściowo wyłącza ją z procesów tektonicznych: litosfera skratonizowana zwykle porusza się z mniejszą prędkością, jest omijana przez wielkie fale ruchów orogenicznych i działa jako tzw. masa oporowa przy gwałtownych ruchach kontynentów.
Dojrzały kraton składa się więc ze spłaszczonego i zmetamorfizowanego cokołu platformy oraz leżącej na niej płasko pokrywy osadowej. Regiony, gdzie cokół wystaje nad powierzchnię określa się mianem tarcz, te zaś, gdzie pokrywa osadowa osiąga znaczną grubość: platform.

## Aktywność tektoniczna
Warto zaznaczyć, że kraton nie jest ściśle nieruchomy i nieaktywny tektonicznie. Obecnie uważa się, że poszczególne partie kratonów mogą ulec odmłodzeniu, czyli zostać pobudzone do aktywności tektonicznej, najczęściej przez zmianę rozkładu naprężeń wewnątrz płyty litosferycznej. Przykładowo, zderzenie mikropłyty indyjskiej z płytą eurazjatycką, które spowodowało wypiętrzenie się Himalajów, odmłodziło również leżące na północ stare góry Tienszan, sfałdowane pierwotnie w paleozoiku. Istniejące pasmo fałdowe, nawet jeśli było już stare i tektonicznie nieaktywne, stanowiło wciąż osłabiony region litosfery, dzięki czemu narastające w związku z kolizją kontynentów napięcie znalazło ujście właśnie w tym obszarze. Również sfery dawnych zderzeń – szwy kolizyjne – czy istniejące prawdopodobnie od archaiku potężne sieci uskoków – rozłamy wgłębne – są regionami potencjalnej aktywności sejsmicznej, nawet gdy leżą na terenie na pozór sztywnych i tektonicznie martwych kratonów. Stare platformy i kratony mogą też pękać i rozsuwać się, jak to ma miejsce w przypadku Wielkich Rowów Afrykańskich.
Wreszcie, cokół krystaliczny nie jest wcale płaską, jednorodną pokrywą krystaliczną. Obok wspomnianych rozłamów i szwów występują na kratonach rozległe strefy fałdowe: syneklizy (zagłębienia) i anteklizy (podwyższenia). Niektóre syneklizy mogą być świadkami długotrwałego procesu rozciągania płyty, związanego z powstrzymanym na czas rozpadem kontynentów – są to tzw. aulakogeny, podobne w swojej budowie do dolin ryftowych, których są właściwie prekursorami. Okazuje się, że to, co niegdyś określano po prostu jako martwą "podstawę krystaliczną" kontynentu, jest w rzeczywistości bogatym, zróżnicowanym medium noszącym ślady swojego rozwoju i mogącym jeszcze uaktywnić się przy sprzyjających warunkach.

## Historia
Pojęcia kratonu i kratonizacji powstały na długo przed ekspansją tektoniki płyt, do której to teorii zostały włączone.